# ボローニャ駅 (ローマ地下鉄)
ボローニャ駅(Bologna)はローマ地下鉄のB線にある駅の一つである。駅は1990年12月に地下駅として開業した。
リヴォルノ通り、ロレンツォ・イル・マニィーフィコ通り、ラヴェンナ通り、4月21日大通り、プロヴィンチェ大通りが合流する交差点であるボローニャ広場の地下にある。
駅のアトリウムはアルテメトロ・ローマを受賞したモザイクで飾られている。展示されているモザイクの作者は、ジュゼッペ・ウンチーニとヴィットーリオ・マティーノ（それぞれイタリア）とKarl Gerstner（スイス）Ulrich Erben (ドイツ) となっている。それらの写真はここでみられる。
駅では2005年10月からB1線と名付けられるB線の分岐線の建設作業に入った。

## 周辺
以下の最寄り駅である:	 
- ボローニャ広場 (Piazza Bologna)
  - ボローニャ広場郵便局 (Ufficio postale di piazza Bologna – Mario Ridolfi (1933-35)
- サンタニェーゼ・フオーリ・レ・ムーラ (Sant'Agnese fuori le mura)
  - サンタ・コスタンツァ霊廟(mausoleo di Santa Costanza)
- ヴィッラ・トルロニア (Villa Torlonia)
  - フクロウの家博物館 (Museo Casina delle Civette)
  - ユダヤのカタコンベ
- ヴィッラ・リコッティ (Villa Ricotti)
- サンティッポーリト教会 (Chiesa di Sant'Ippolito)

## 施設
駅には以下の施設がある:
- 障害者を運ぶ設備
- エレベーター
- エスカレーター